# Стівен Шарп Нельсон
Стівен Шарп Нельсон (англ. Steven Sharp Nelson; нар. 1977, Солт-Лейк-Сіті) — засновник «віолончельної перкусії» (cello-percussion), альтернативної гри, що поєднує в собі традиційні, ліричні методи віолончелі з нетрадиційним піцикато та перкусивною технікою.

## Біографія
Стівен Шарп Нельсон народився і досі мешкає у Солт-Лейк-Сіті, штат Юта. Грі на віолончелі почав навчатися у віці 8 років, ударних — 12 років і гітарі — 17 років. Винайшов новий метод гри на віолончелі, який поєднує в собі елементи кожного з цих інструментів.
2002 року закінчив музичне училище Університету Юти. Педагогами Нельсона по класу віолончелі (його основного інструмента) були Райан Сельберг, Стівен Емерсон і Джон Екштейн.
Справжню кар'єру віолончеліста Нельсон почав у 15 років. Пітер Бреінгольт запросив його у групу Breinholt. З того часу записав понад 100 різних альбомів від фолку і блюграсса до хіп-хопу. Крім того, він став виступати як сольний виконавець. 2006 року вийшов його перший альбом «Sacred Cello» (Священна віолончель), який опинився на вершині Billboard Charts. Відтак вийшло ще два сольних альбоми, які також отримали значне визнання («Tender Mercies», 2008 і «Christmas Cello», 2010)
Нельсон відомий своєю співпрацею з піаністом Джоном Шмідтом у групі «The piano guys». Їх аранжування «Love Story» Тейлор Свіфт і «Viva La Vida» Coldplay стали справжньою сенсацією на YouTube. Шмідт і Нельсон регулярно виступають разом у США і за їх межами.
Нельсон також часто співпрацює з піаністами Полом Кардаллом і Маршалом МакДональдом. Разом з МакДональдом написав дві симфонії («Spanish Trail Suite», 2006 і «Africa», 2008).
На творчість Нельсона вплинули Віктор Борге, Боббі Макферрін, Пітер Шікеле, Йо-Йо Ма, U2, Sting і Джеймс Тейлор. Його виконавський стиль складається із суміші пародії, комедії і мюзиклу.
Нельсон є членом Церкви Ісуса Христа Святих останніх днів. Він і його дружина Джулія має трьох дітей.

## Щедрівка Леонтовича
До найпопулярніших творів, які виконує Нельсон, відноситься «Carol of the Bells», відома в Україні як «Щедрівка» Миколи Леонтовича.